# Gare de Poplar Bluff (Missouri)
La gare de Poplar Bluff (Missouri) est une gare ferroviaire des États-Unis, située sur le territoire de Poplar Bluff dans l'État du Missouri. 
Elle a été construite en 1910.

## Service des voyageurs

### Desserte
Elle est desservie par des liaisons longue-distance Amtrak: 
- le Texas Eagle: Los Angeles - Chicago